# Matlama FC
El Matlama Football Club és un club de futbol de la ciutat de Maseru, a Lesotho.

## Palmarès
- Lliga de Lesotho de futbol:[2]

1969 (no oficial), 1974, 1977, 1978, 1982, 1986, 1988, 1992, 2003, 2010, 2019, 2022
- Copa de Lesotho de futbol:[3]

1976, 1979, 1980, 1987, 1992, 1994